# Diplophos rebainsi
Espèce
Diplophos rebainsi est une espèce de poissons de l'infra-classe des téléostéens (Teleostei).